# Аэромагнитная съёмка
Аэромагнитная съёмка — метод измерения напряжённости геомагнитного поля с помощью летательного аппарата. Аэромагнитная съёмка проводится для тектонического районирования, геологического картирования, поисков месторождений полезных ископаемых. Аэромагнитная съёмка имеет преимущества по сравнению с другими видами съёмок. Преимущества заключаются в следующем: съёмка может быть выполнена с помощью одной и той же аппаратуры над различным рельефом, самолёт обеспечивает максимальную производительность магнитной съёмки.

## Аэромагнитная съёмка в России и США
В России аэромагнитная съёмка стала проводиться в 30-х годах XX века. Методику аэромагнитной разведки разработал геофизик Логачев Александр Андреевич. Первые съёмки проводились с применением феррозондовых аэромагнитометров. В 1950-1960 годах с помощью протонных и феррозондовых аэромагнитомеров была подвергнута съёмке с высоты 200-300 метров практически вся территория СССР.
В США большая работа по аэромагнитной съёмке была проведена магнитологами США в рамках проекта Магнит. Этим проектом предусматривались измерения магнитного склонения, магнитного наклонения, модуля, а также горизонтальной и вертикальной составляющих вектора магнитной индукции над всем океанами по маршрутам общей протяженностью свыше 3 млн. кв. км. Измерения выполнялись с высоты 5-7 км.  

## Аппаратура для проведения аэромагнитной съёмки

### Аэромагнитометр «Aeromaster-100»
- Датчик: Cs-3
- Фирма-изготовитель: ГНПП «Аэрогеофизика», датчик – Scintrex (Канада)
- Тип магнитометра: квантовый
- Носитель информации: бортовой компьютер
- Крепление датчика: выпускная система — гондола
- Частота регистрации (измерений/сек): 100 (магнитное поле), 100 (высотомер)
- Чувствительность магнитометра (нТл): 0.001

### Аппаратура регистрации вариаций магнитного поля «BASEMAG VN-2003»
- Датчик: СМ-1
- Фирма-изготовитель: ГНПП «Аэрогеофизика», датчик — Scintrex (Канада)
- Регистрация вариаций: Встроенная флэш-память
- Цикл измерения вариаций (сек): 1

### Бортовая навигационная система «GPS» + «ГЛОНАСС»
- Тип приемника: JGG-20, «JAVAD» (США)
- Цикл регистрации координат (изм./сек): 10

### Гондольная навигационная система «GPS» + «ГЛОНАСС»
- Тип приемника: JGG-20, «JAVAD» (США)
- Цикл регистрации координат (изм./сек): 10

### Базовая навигационная система «GPS» + «ГЛОНАСС»
- Тип приемника: JGG-20, «JAVAD» (США)
- Цикл регистрации координат (изм./сек): 10